# غويلرمو كوينتيرو كالديرون
غويلرمو كوينتيرو كالديرون (بالإسبانية: Guillermo Quintero Calderón)‏ هو سياسي كولومبي، ولد في 1832 في إدارة سانتاندير في كولومبيا، وتوفي في 1919.